# Steigar
Steigar è un videogioco sparatutto a scorrimento con un elicottero, pubblicato nel 1989 per Amiga, Atari ST, Commodore 64 e ZX Spectrum (per quest'ultimo mancano prove certe dell'effettiva uscita) dalla società britannica Screen 7, nome assunto nell'ultimo periodo dalla Martech. Privo di sostanziali novità nel suo genere, ricevette recensioni molto variabili, alcune molto negative.

## Modalità di gioco
Il giocatore impersona il mercenario Steigar e pilota l'elicottero in due dimensioni, con visuale di lato e scorrimento orizzontale costante verso destra. L'armamento di base sono proiettili sparati in orizzontale verso destra; su Amiga e ST si può sparare anche in diagonale muovendo l'elicottero mentre si spara. Si dispone di un'arma secondaria (inizialmente missili su Amiga/ST e bombe sferiche rimbalzanti su Commodore 64) che punta ai bersagli di superficie e si spara tenendo premuto più a lungo il pulsante. C'è inoltre una riserva limitata di smart bomb, utilizzabili con la barra di spazio, per eliminare all'istante tutti i nemici visibili.
Il gioco è suddiviso in livelli che iniziano con il decollo da una portaerei e si svolgono su aree di terra o di mare. Su Commodore 64 terminano sempre con l'attacco a una nave boss, mentre su Amiga e ST possono terminare o meno con l'attacco a un obiettivo specifico. I nemici comuni sono mezzi d'aria, terra e mare che arrivano da destra e di solito sparano proiettili o missili. Alcuni nemici singoli o gruppi rilasciano power-up quando distrutti, che possono conferire armi differenti o altri benefici.
Una particolarità, puramente estetica, delle versioni Amiga e ST, è la presenza di una leva di comando nel cruscotto informativo sotto la visuale, che si inclina seguendo i movimenti del vero joystick.